# クロウフォード郡 (イリノイ州)
クロウフォード郡（英: Crawford County）は、アメリカ合衆国イリノイ州の東部に位置する郡である。2010年国勢調査での人口は19,817人であり、2000年の20,452人から3.1％減少した。郡庁所在地はロビンソン市（人口7,713人）であり、同郡で人口最大の都市でもある。

## 歴史
クロウフォード郡は1816年にエドワーズ郡から分離して設立された。設立当時は州領域の約3分の1に及ぶ大きな郡だったが、その後の新郡の創設分離により、1831年に現在の大きさまで小さくなった。郡名はジョージア州出身で、当時はアメリカ合衆国陸軍長官と財務長官を務めていたウィリアム・H・クロウフォードに因んで名付けられた。郡内では開拓者とインディアンの間で幾つかの戦闘が行われた。また州内で唯一女性を絞首刑にした場所となった。

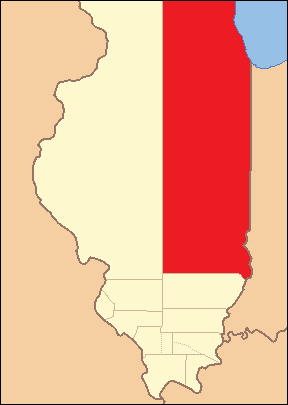
1816年創設時の郡領域、北のスペリオル湖まで伸びていた
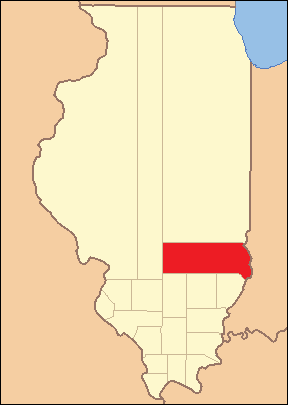
1819年から1821年まで
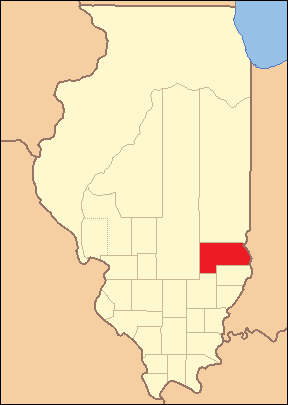
1821年から1824年まで
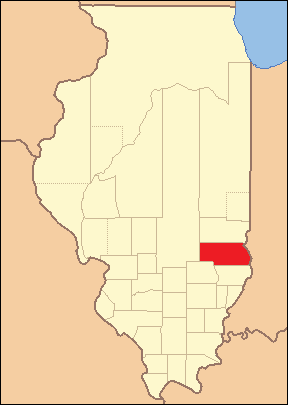
1824年から1831年まで
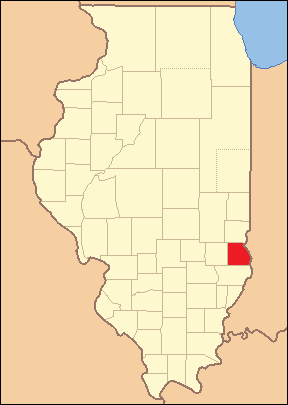
1831年、ジャスパー郡とエフィンガム郡の設立で小さくなってから現在までの領域

## 地理
アメリカ合衆国国勢調査局に拠れば、郡域全面積は445.82平方マイル (1,154.7 km2)であり、このうち陸地443.63平方マイル (1,149.0 km2)、水域は2.19平方マイル (5.7 km2)で水域率は0.49％である。郡東側境界の幾らかはウォバッシュ川になっている。

### 主要高規格道路
- イリノイ州道1号線
- イリノイ州道33号線

### 隣接する郡
- クラーク郡 - 北
- サリバン郡 (インディアナ州) - 東
- ノックス郡 (インディアナ州) - 南東
- ローレンス郡 - 南
- リッチランド郡 - 南西
- ジャスパー郡 - 西

## 気候と気象
近年、郡庁所在地であるロビンソン市の平均気温は1月の21°F (-6 ℃) から7月の89°F (32 ℃) まで変化している。過去最低気温は1989年12月に記録された-23°F (-31 ℃) であり、過去最高気温は1954年7月に記録された114°F (46 ℃) である。月間降水量は1月の2.45インチ (62 mm) から5月の4.67インチ (119 mm) まで変化している。

## 人口動態

2000人口ピラミッド

以下は2000年国勢調査による人口統計データである。
| 基礎データ - 人口: 20,452人 - 世帯数: 7,842 世帯 - 家族数: 5,450 家族 - 人口密度: 18人/km2（46人/mi2） - 住居数: 8,785軒 - 住居密度: 8軒/km2（20軒/mi2） 人種別人口構成 - 白人: 93.58% - アフリカン・アメリカン: 4.53% - ネイティブ・アメリカン: 0.27% - アジア人: 0.35% - 太平洋諸島系: 0.01% - その他の人種: 0.55% - 混血: 0.71% - ヒスパニック・ラテン系: 1.72% 先祖による構成 - アメリカ人：31.5％ - ドイツ系：23.1％ - イギリス系：11.6％ - アイルランド系：8.6％ 言語による構成 - 英語：96.9％ - スペイン語：2.1％ | 年齢別人口構成 - 18歳未満: 22.8% - 18-24歳: 8.6% - 25-44歳: 28.9% - 45-64歳: 23.0% - 65歳以上: 16.6% - 年齢の中央値: 39歳 - 性比（女性100人あたり男性の人口） - 総人口: 107.3 - 18歳以上: 106.5 世帯と家族（対世帯数） - 18歳未満の子供がいる: 30.6% - 結婚・同居している夫婦: 57.8% - 未婚・離婚・死別女性が世帯主: 8.6% - 非家族世帯: 30.5% - 単身世帯: 26.8% - 65歳以上の老人1人暮らし: 14.0% - 平均構成人数 - 世帯: 2.41人 - 家族: 2.91人 収入と家計 - 収入の中央値 - 世帯: 32,531米ドル - 家族: 40,418米ドル - 性別 - 男性: 30,339米ドル - 女性: 21,604米ドル - 人口1人あたり収入: 16,869米ドル - 貧困線以下 - 対人口: 11.2% - 対家族数: 8.5% - 18歳未満: 15.0% - 65歳以上: 8.4% |

## 郡区
クロウフォード郡は下記10の郡区に分割されている。
| - ハニークリーク - ハットソンビル - ラモット - リッキング - マーティン | - モンゴメリー - オブロング - プレーリー - ロビンソン - サウスウェスト |  |

## 都市と町
| - ロビンソン - 郡庁所在地 | - フラットロック - ハットソンビル - オブロング - パレスタイン - ストイ |  |